# استفانو کاریونی
استفانو کاریونی (ایتالیایی: Stefano Cerioni؛ زادهٔ ۲۴ ژانویهٔ ۱۹۶۴) شمشیرباز اهل ایتالیا بود.